# Hautecourt-Romanèche
Hautecourt-Romanèche település Franciaországban, Ain megyében. Lakosainak száma 754 fő (2022. január 1.). Hautecourt-Romanèche Bolozon, Cize, Grand-Corent, Bohas-Meyriat-Rignat, Poncin, Serrières-sur-Ain és Villereversure községekkel határos.

## Népesség
A település népességének változása:
| Lakosok száma | 795  | 792  | 806  | 777  | 770  | 763  | 756  | 758  | 754  |
|               | 2013 | 2015 | 2016 | 2017 | 2018 | 2019 | 2020 | 2021 | 2022 |